# Streblidae
Streblidae (лат.) — семейство кровососущих мух из надсемейства Hippoboscoidea, паразитирущих на летучих мышах (единственное исключение — вид Strebla avium, живущий на голубях и попугаях).  Включает 5 подсемейств, 33 рода и 229 видов.
Наиболее разнообразны в Новом свете. Длина тела от 0,5 до 5,5 мм. У некоторых представителей, как и у мух-кровососок Nycteribiidae, имеются специальные зубчики (ктенидии), препятствующие их вычесыванию из шерсти хозяина. У некоторых видов есть нормальные крылья, другие, напротив, бескрылы. Лабеллумы несут зубчики для прокалывания покровов жертвы, у некоторых родов (Strebla, Euctenodes) сильно удлинены.
В ископаемом состоянии семейство известно из доминиканского янтаря.